# Setaimata Sa

a Compétitions nationales et continentales officielles uniquement.

b Matchs officiels uniquement.
Dernière mise à jour le 12 janvier 2013.
Setaimata Sa, né le 14 septembre 1987 au Samoa, est un joueur de rugby à XIII qui a porté le maillot samoan puis néo-zélandais, évoluant au centre, deuxième ligne ou de demi d'ouverture dans les années 2000. Au cours de sa carrière, il a remporté la Coupe du monde 2008 avec la Nouvelle-Zélande. En club, il a débuté en 2006 sa carrière professionnelle aux Sydney Roosters avant de rejoindre la France et les Dragons Catalans en 2010. En juillet 2011, Setaimata Sa a prolongé son contrat d'un an avec la franchise catalane et verra celui-ci prendre fin en 2012.

## Biographie
Setaimata Sa se forme au « Shirley Boy's High School » à Christchurch où il débute pour le rugby à XV en juniors avant de finalement opter pour le rugby à XIII. Il signe son premier contrat pro avec les Sydney Roosters à partir de 2006, disputant alors des matchs avec la sélection samoane. Il est cependant sélectionné en raison de se bons débuts aux Roosters par l'équipe de Nouvelle-Zélande pour disputer le Tri-Nations 2006 mais ne dispute pas de match. En 2007, il est de nouveau appelé en équipe de Nouvelle-Zélande mais décline la sélection en raison d'une blessure. C'est finalement en 2008 qu'il dispute enfin ses premiers matchs en sélection néo-zélandaise durant la Coupe du monde 2008 qu'il remporte.
En août 2009, il est appréhendé par la police en raison de troubles au sein d'un hôtel. Cet épisode menace sa carrière professionnelle en National Rugby League et le conduit à résilier les deux dernières années de son contrat avec les Roosters. Ces derniers décident de l'échanger avec Jason Ryles, celui-ci évoluant alors aux Dragons Catalans. Sa rejoint donc la France à compter de la saison 2010 pour un contrat de deux années.